# Фонтана (Калифорнија)
Фонтана (енгл. Fontana) град је у америчкој савезној држави Калифорнија. По попису становништва из 2010. у њему је живело 196.069 становника.

## Демографија
Према попису становништва из 2010. у граду је живело 196.069 становника, што је 67.140 (52,1%) становника више него 2000. године.
|                   | 2010.            | 2000.            |
| Укупно            | 196 069 (100,0%) | 128 929 (100,0%) |
| Хиспаноамериканци | 130 957 (66,79%) | 74 424 (57,72%)  |
| Белци             | 30 279 (15,44%)  | 30 865 (23,94%)  |
| Афроамериканци    | 19 574 (9,983%)  | 15 255 (11,83%)  |
| Азијати           | 12 948 (6,604%)  | 5 618 (4,357%)   |
| Остали            | 2 311 (1,179%)   | 2 767 (2,146%)   |